# هدف تیراندازی

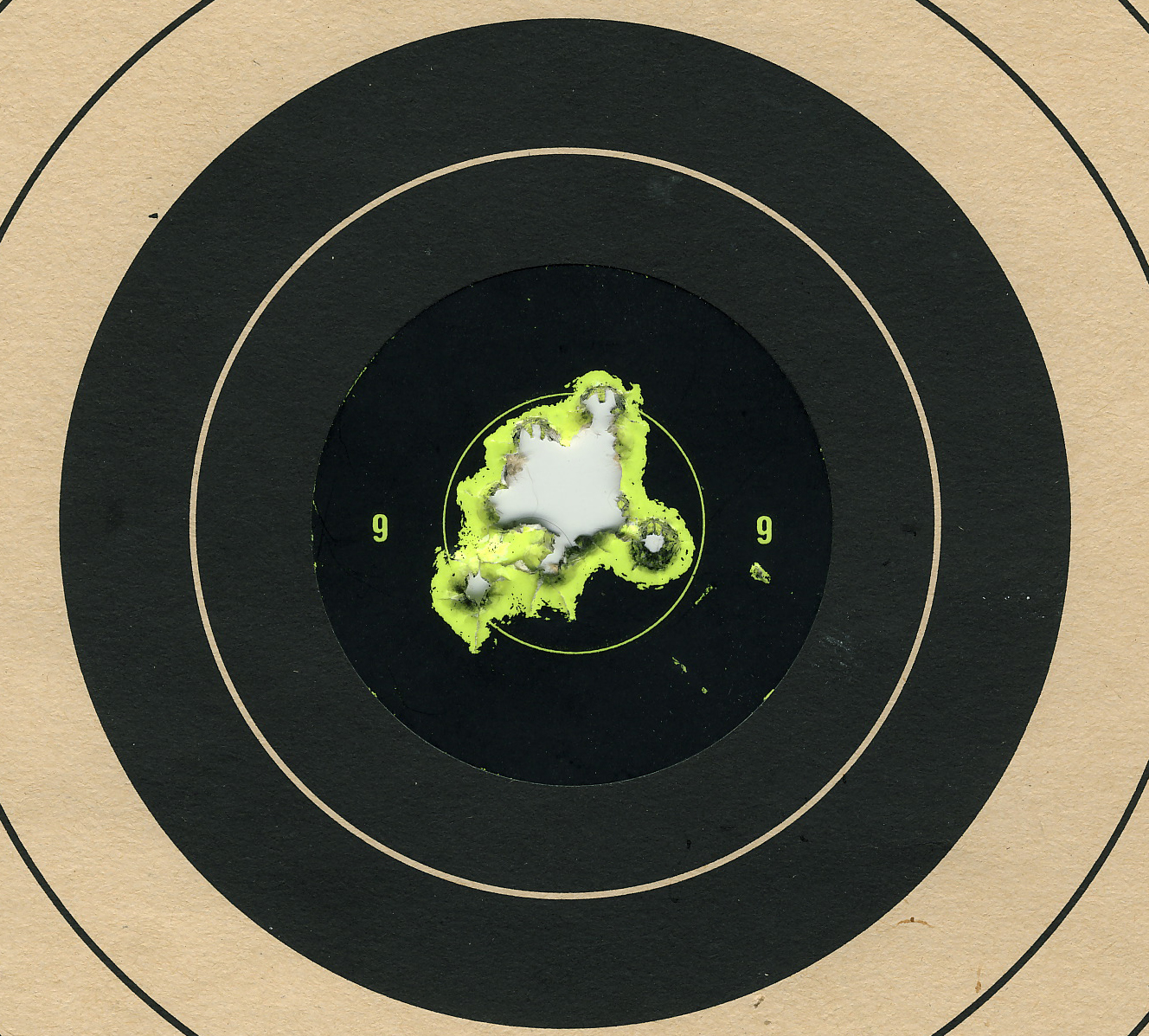
یک هدف کاغذی از نوع «دایره‌ای» - ۲۵ شلیک در فاصله ، همه در داخل bullseye در فاصله از گروه‌بندی

هدف تیراندازی اجسامی به شکل‌های مختلف هستند که برای تپانچه، تفنگ، تفنگ ساچمه‌ای و دیگر ورزش‌های تیراندازی و همچنین در دارت، تیراندازی با کمان، تیراندازی با کمان زنبورکی و دیگر ورزش‌های نامرتبط با سلاح گرم استفاده می‌شوند. این مرکز اغلب ناحیه چشم (bullseye) نامیده می‌شود. به عنوان مثال، اهداف می‌توانند از کاغذ، لاستیک «خودترمیم‌پذیر» یا فولاد ساخته شوند. همچنین اهداف الکترونیکی وجود دارند که به صورت الکترونیکی می‌توانند بازخورد دقیقی از محل قرارگیری تیر در اختیار تیرانداز قرار دهند.

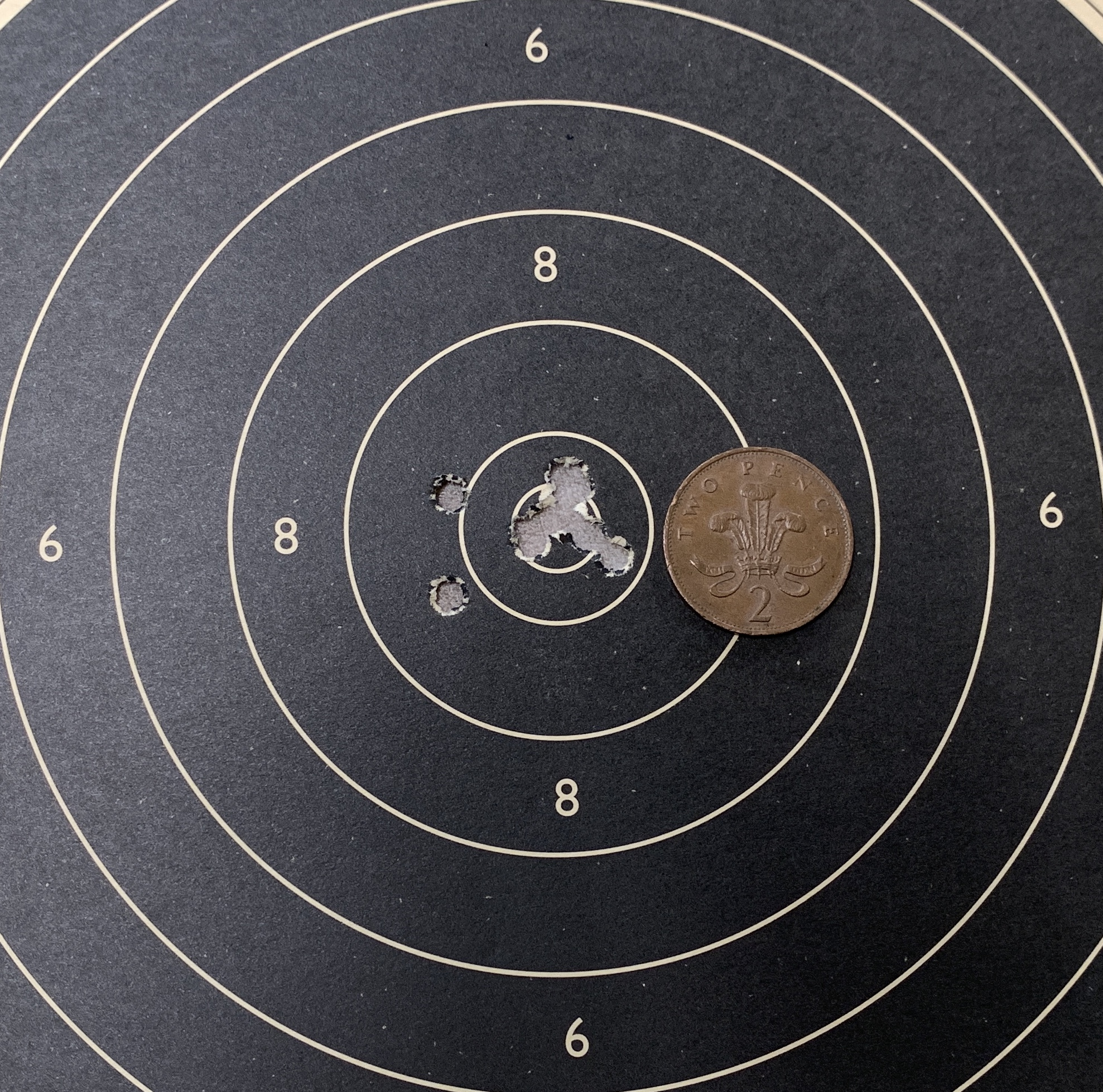
هدف کاغذی با گروه‌بندی ده‌تیره